# Iglesia de San Martín (Ibarguren)
La iglesia de San Martín es un edificio situado en el concejo de Ibarguren, perteneciente al municipio español de Aspárrena.

## Descripción
El edificio se encuentra en el concejo alavés de Ibarguren, perteneciente al municipio español de Aspárrena. Construido en el siglo XVI, está protegido bajo la categoría de «zona de presunción arqueológica». Se menciona como iglesia parroquial del lugar en el Diccionario geográfico-estadístico-histórico de España y sus posesiones de Ultramar de Pascual Madoz, donde aparece descrita con las siguientes palabras:

igl. parr. (San Martin), servida por el mismo cura de Andoain, de que es aneja: en su pórtico se halla la siguiente inscripcion romana: ANICIVS REBVRRVS REBVRRINI FAJLXXV. H. S. L. que suplidas las letras de los paréntesis dice: Anicio Reburro hijo de Reburrino, de 75 años de edad, está enterrado aqui.
(Madoz, 1847, p. 365)

Los registros sacramentales de bautismos, matrimonios y decesos generados por la parroquia de San Martín desde el siglo XV hasta el final del XIX se conservan con los del resto de iglesias de la provincia en el Archivo Histórico Diocesano de Vitoria, donde pueden consultarse.